# Maniho vulgaris
Maniho vulgaris là một loài nhện trong họ Amphinectidae. Loài này phân bố ở New Zealand.